# Hans-Christian Schmid
Hans-Christian Schmid (nascut el 1965) és un director de cinema i guionista alemany.

## Vida i feina
Hans-Christian Schmid ha col·laborat amb Michael Gutmann en diverses de les pel·lícules que va dirigir. Gutmann va escriure guions per a 23 — Nichts ist so wie es scheint (1998), and Crazy (2000). Gutmann també va dirigir Herz im Kopf (2001) de la qual ell i Schmid van escriure el guió.

## Premis
- 1995: Findlingspreis per Himmel und Hölle
- 2003: Bayerischer Filmpreis, Millor guió[2]
- 2003: Findlingspreis per Lichter
- 2003: Premi FIPRESCI al 53è Festival Internacional de Cinema de Berlín[3]
- 2006: Premi a la millor pel·lícula i a la millor actriu al XXXIX Festival Internacional de Cinema Fantàstic de Catalunya[4]

## Filmografia
- Sekt oder Selters (1989)
- Die Mechanik des Wunders (1992)
- Himmel und Hölle, 1994)
- Nach Fünf im Urwald (1995)
- 23 — Nichts ist so wie es scheint (1998)
- Crazy (2000)
- Lichter (2003)
- Requiem (2006)
- Sturm (2009)
- Què ens queda? (Was bleibt, 2012)
- Das Verschwinden (2016/17)
- Wir sind dann wohl die Angehörigen (2022)[5]